# Nyiredy Jenő
Nagyajtai Nyiredy Jenő (Nagyajta, 1865. február 17. – Budapest, Ferencváros, 1932. november 19.) gyógyszerész, egyetemi oktató, királyi tanácsos, királyi gazdasági akadémiai igazgató. Nyiredy Géza testvéröccse.

## Élete, munkássága
A nemesi származású nagyajtai Nyiredy családban született. Apja nagyajtai Nyiredy János (1817–1886) jószágigazgató Nagyteremiben gróf Bethlen Miklós birtokán, aki 1848-49-ben nemzetőr, majd a szabadságharc bukása után visszavonult Nagyajtára, mivel a szabadságharcban történt részvétele miatt közhivatalt úgysem viselhetett. 1861-ben Miklósvárszék hites táblabírájává választották, de a Schmerling-rendszer következtében 1862 januárjában az összes magyarországi (kb. 3000) tisztviselővel együtt lemondott, és nagyajtai birtokára vonult gazdálkodni. Szabadidejében ügyvédi gyakorlatot folytatott, az unitárius egyház jegyzője, majd tiszteletbeli községi jegyző volt; anyja Nyiredy Jánosné kisjeszeni Jeszenszky Rozália.
Nyiredy Jenő a kolozsvári Unitárius Főgimnáziumban érettségizett 1883-ban. Egyetemi tanulmányait is itt végezte, a Ferenc József Tudományegyetemen kapott gyógyszerész oklevelet 1887-ben, majd doktori fokozatot 1888-ban. 1891-től Magyaróváron, 1897-től Keszthelyen, 1899-től Debrecenben, 1901-től ismét Magyaróváron, majd 1907-től Kassán tevékenykedik tanárként. Később Budapesten a Közgazdasági Egyetem előadója lett. A gazdasági felsőoktatásban végzett munkájának elismeréseként 1918-ban tanácsosi, 1922-ben gazdasági akadémiai igazgatói címmel tüntették ki. 1925-ben nyugalomba vonult. A Társadalmi Egyesületek Szövetségének társelnöke, a magyarországi unitárius egyház igazgatótanácsának tagja, a budapesti unitárius egyház tiszteletbeli gondnoka volt. 1932. november 19-én hunyt el Budapesten gyomorrák következtében.
Egyik fia, István országos szaktekintélyű állatorvos, bakteriológus lett, aki az Országos Állategészségügyi Intézet bakteriológiai osztályának vezetőjeként tevékenykedett. Másik fia, András (?–1964) építész mérnök lett.

## Házassága és leszármazottjai
Felesége Csanády Erzsébet Vilma "Elza" (Keszthely, 1878. október 14. – Budapest, 1962. január 13.), akinek a szülei Csanády Gusztáv (1837–1914) vegyésztudor, mezőgazdász, gazdasági szakíró, a keszthelyi magyar királyi gazdasági tanintézet rendes tanára, és Forster Mária (1857–†?) voltak. Az anyai nagyszülei Forster György, földbirtok bérlő és Kollár Klára (1819–1880) voltak. Az anyai nagyapai dédszülei idősebb Kollár János (1783–†?), a Győri püspökség fertőrákosi uradalmi tiszttartója és Pachl Klára (1787–1852) voltak. Nyiredy Jenő és Csanády Elza frigyéből született:
- Nyiredy Jenő (1899. – Budapest, 1943. április 24.), királyi gazdasági felügyelő, honvéd hadnagy.[10] Felesége Certróci Mária.
- Nyiredy Andor.
- Nyiredy István (Magyaróvár, 1904. március 25. – Budapest, 1988. március 23.) állatorvos, bakteriológus, az Országos Állategészségügyi Intézet bakteriológiai osztályának vezetője.